# Бисби (Аризона)
Бисби (англ. Bisbee) — административный центр округа Кочис, штат Аризона, США.

## История
В 1877 году в район гор Мюл была отправлена разведывательная миссия для отслеживания перемещения маршрутов апачей. Она обнаружила в горах признаки минерализации, указывающие на наличие свинца, меди и, возможно, серебра. Первая добыча ископаемых началась в том месте, которое позже станет городом Бисби. Сюда стали прибывать старатели и спекулянты в надежде разбогатеть. Из-за многочисленных рудников Бисби вскоре стал известен как «Рудник Медной королевы».
Поселение продолжало расти и процветать. Рост численности населения вызвал необходимость создания санитарной системы, наличия чистой воды, медицинского обслуживания. 9 января 1902 года был утверждён городской устав, после чего Бисби получил статус города. В 1910 году город считался крупнейшим на этой территории, с более чем 9 000 жителей. Центр округа Кочис был переведён в Бисби из Тумстоуна в 1929 году.
На протяжении почти столетия в окрестностях Бисби было добыто 8 млрд фунтов меди, 102 млн унций серебра и 2,8 млн унций золота вместе с миллионами фунтов цинка, свинца и марганца. К 1974 году запасы руд были исчерпаны.
В 1950-х гг. в связи с истощением запасов руды численность населения стала падать. Окружающие мрачные окрестности привлекли художников, «хиппи», которые дали новый толчок развитию города. В районе города проходят различные ежегодные культурные мероприятия.

## География
|          | Тумстон                | Горы Мюл               | Макнил |  |
| Херефорд | север                  | Международный аэропорт |        |  |
| Херефорд | Бисби                  | Международный аэропорт |        |  |
| Херефорд | юг                     | Международный аэропорт |        |  |
| Нако     | Муниципальный аэропорт | Дуглас                 |        |  |

### Демография
Динамика численности населения по годам:
| 2000  | 2010  | 2019  |
| ----- | ----- | ----- |
| 6 267 | 5 578 | 5 225 |

| Расовый состав США (2010 г.) | Расовый состав США (2010 г.) | Расовый состав США (2010 г.) | Расовый состав США (2010 г.) | Расовый состав США (2010 г.) |
| ---------------------------- | ---------------------------- | ---------------------------- | ---------------------------- | ---------------------------- |
| белые                        |                              |                              | 89,88 %                      |                              |
| чёрные                       |                              |                              | 1,53 %                       |                              |
| индейцы                      |                              |                              | 1,55 %                       |                              |
| азиаты                       |                              |                              | 0,5 %                        |                              |
| народы Австралии и Океании   |                              |                              | 0.15 %                       |                              |
| иные                         |                              |                              | 9,17 %                       |                              |
| 2 и более расы               |                              |                              | 3,92 %                       |                              |
| Citypopulation.de            |                              |                              |                              |                              |